# 岡田勢一

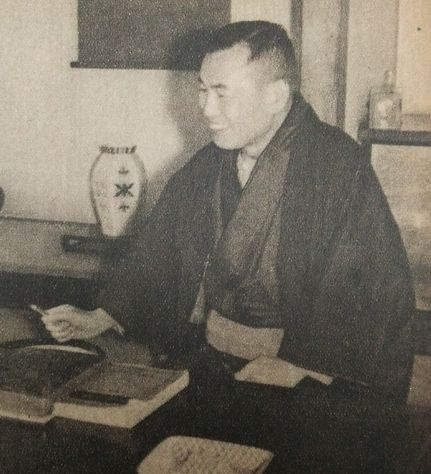
1948年

岡田 勢一（おかだ せいいち、1892年8月1日 - 1972年11月5日）は、日本の政治家、実業家。運輸大臣（第9代）、衆議院議員（5期）。

## 来歴・人物
徳島県出身。大阪造船学校を卒業後、造船所見習い工から身を起こし、沈没船の引き揚げや船舶解体などを行う「岡田組」を設立。「日本のサルベージ王」との異名を取るまでになる。1941年には岡田の寄付により徳島県立渭城中学校（現徳島県立城北高等学校）が設立される。
戦後の1946年、第22回衆議院議員総選挙徳島全県区より無所属で初当選。以後5回連続当選を果たす。それから笹森順造や早川崇らと国民党を結成。1947年には三木武夫らの協同民主党と合併し、国民協同党が発足。岡田は常任委員会議長となる。1948年には芦田内閣において運輸大臣に就任。国民協同党時代は党の政治資金を引き受けていたことでも知られている。
その後も国民民主党、改進党などに所属し、当選を重ねていたが、1955年の第27回衆議院議員総選挙で落選し、政界を引退。1959年1月、徳島県博物館建設資金として10万円寄付により同年9月23日紺綬褒章受章（飾版）。教育事業に関心を向け、学校建設や青少年の教育に尽力、教学の振興に寄与したとして同年、藍綬褒章受章。1965年春の叙勲で勲二等旭日重光章受章。1972年11月5日死去、80歳。死没日をもって従三位に叙される。